# Max Hasse (Kunsthistoriker)

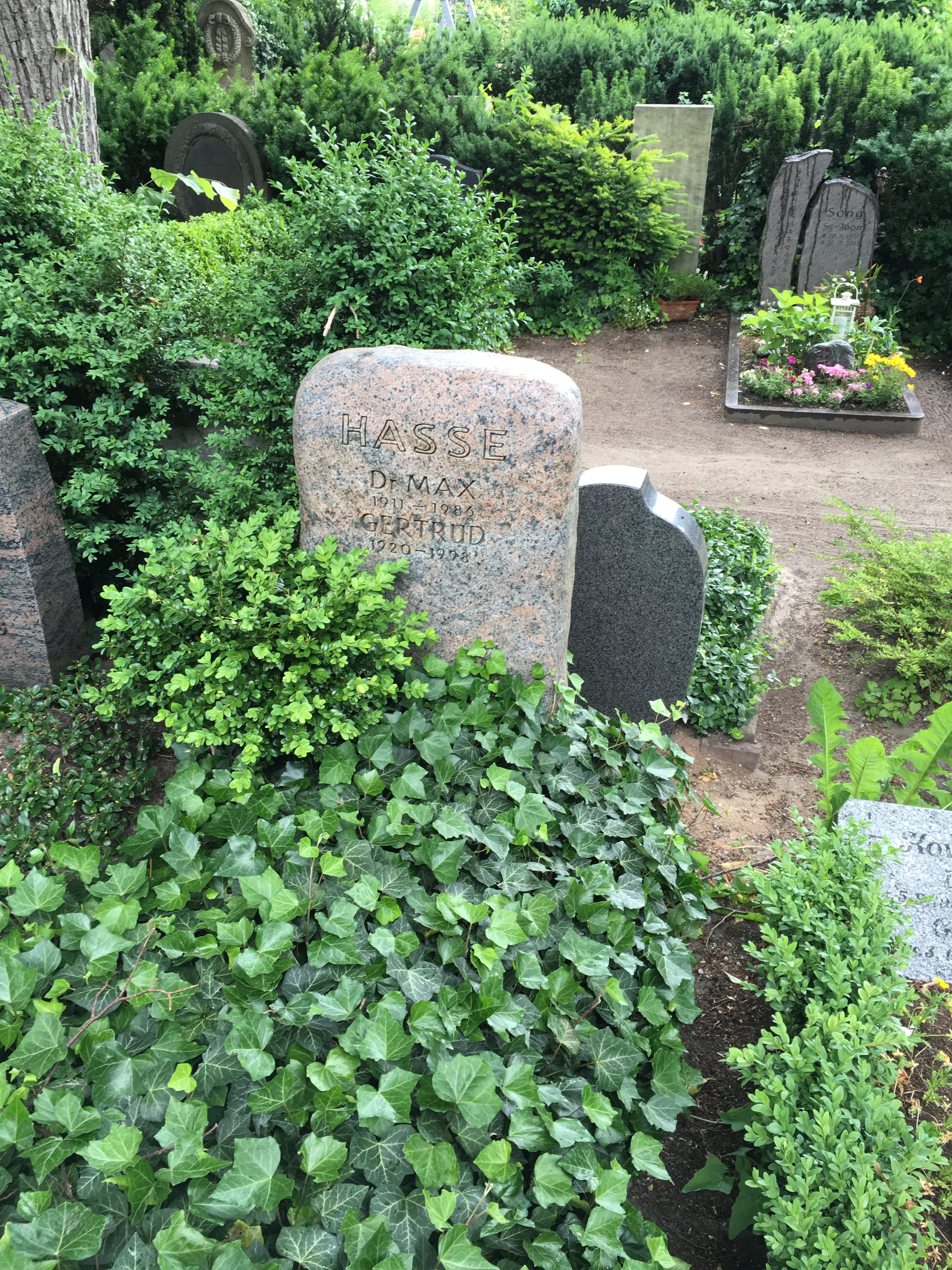
Grab von Max Hasse

Max Hasse (* 1. Mai 1911 in Berlin; † 19. April 1986 in Lübeck) war ein deutscher Kunsthistoriker und Museumsleiter.

## Leben
Nach dem Abitur am Berliner Schiller-Gymnasium studierte Max Hasse an der Friedrich-Wilhelms-Universität Kunstgeschichte, Geschichte, Archäologie und Philosophie. Während seines Studiums wurde er Mitglied des K.St.V. Semnonia. Er wurde von Lehrern wie Wilhelm Pinder, Fritz Rörig und Gerhart Rodenwaldt geformt. Bereits als Student entdeckte er Benedikt Dreyers Schnitzaltar für die Lendersdorfer Pfarrkirche St. Michael, der dann 1940 rekonstruiert und restauriert wurde. Mit seiner Dissertation Der Flügelaltar wurde er 1941 zum Dr. phil. promoviert. Hasse wurde zum Kriegsdienst eingezogen und schwer verwundet, so dass er nach Genesung für die Restzeit des Krieges bis 1945 die Leitung des Kunsthistorischen Instituts in Heidelberg wahrnahm. Carl Georg Heise empfahl ihn 1948 nach Lübeck an das St.-Annen-Museum, wo er als Kustos der Mittelaltersammlung im St.-Annen-Kloster Lübeck sein Lebensziel verfolgen konnte und sich dabei jedoch nicht nur auf sein Spezialgebiet mittelalterlicher Sakralkunst beschränkte, sondern als Museumsmann mit seinen zahlreichen Ausstellungen fast alle Facetten Lübecker Kunst- und Kulturgeschichte abdeckte. Auf seinem Spezialgebiet der mittelalterlichen Plastik knüpfte er nach dem Zweiten Weltkrieg an die grundlegenden Vorarbeiten von Adolph Goldschmidt, fortgeführt von Walter Paatz und weiteren, an. Er wurde zu einem international gefragten Fachmann, der aufgrund seiner Kenntnisse seine Positionen direkt und deutlich vertrat, ohne die fachliche Kontroverse zu scheuen. Er trat 1976 in den Ruhestand, blieb aber weiter in seinem Fachgebiet tätig. Max Hasse wurde auf dem Friedhof der St.-Jürgen-Kapelle in Lübeck bestattet.

## Schriften (Auswahl)
- Beiträge zur Geschichte der Magdeburger Buchdruckerkunst im 16., 17. und 18. Jahrhundert, Faber, 1940.
- Der Flügelaltar. Dittert, Dresden 1941 (zugleich Dissertation, Universität Berlin 1941).
- Das Triumphkreuz des Bernt Notke im Lübecker Dom, H. Ellermann, 1952.
- Der Lübecker Passionsaltar Hans Memlings als Denkmal mittelalterlicher Frömmigkeit in: Vom Lübecker Dom. Lübeck 1958, S. 33 ff.
- Die törichten und die klugen Jungfrauen, Museen für Kunst und Kulturgeschichte der Hansestadt Lübeck, 1961.
- Der Lübecker Bischofshof in Der Wagen 1963, S. 18–22.
- Lübeck (Deutsche Lande - Deutsche Kunst), 1961, mit Aufnahmen von Wilhelm Castelli und Helmut Göbel; 5. Auflage Berlin 1973.
- St. Annen-Museum: Die sakralen Werke des Mittelalters, Sankt-Annen-Museum (Lübecker Museumsführer, Heft 1), Lübeck 1964.
- Lübecker Maler und Bildschnitzer um 1500. In: Niderdeutsche Beiträge zur Kunstgeschichte 3 (1964), S. 285–318.
- Lübecker Silber 1480-1800 mit Katalog der Jubiläumsausstellung „Altes Lübecker Silber“ (1965), Heft 5 der Lübecker Museumshefte, Lübeck 1965.
- Lübeck Sankt-Annen-Museum, Bilder und Hausgerät, Museen für Kunst und Kulturgeschichte der Hansestadt Lübeck, 1969.
- Die Zeichnungen alter Meister in der Lübecker Graphiksammlung: Wirklichkeit und Dichtung, Museen für Kunst und Kulturgeschichte der Hansestadt Lübeck, 1969.
- Zunft und Gewerbe in Lübeck, Museum für Kunst und Kulturgeschichte, 1972.
- Von der Mode und von Kleidern, Lübeck 1973.
- Essen und Trinken in alter Zeit, St. Annen-Museum, Lübeck 1974.
- Spielzeug und Spiele, Museen für Kunst und Kulturgeschichte der Hansestadt Lübeck,  Lübeck 1974.
- Denkmalpflege in Lübeck: das 19. Jahrhundert, Lübeck 1975.
- Hans Memlings Lübecker Passionsaltar, Museum für Kunst und Kulturgeschichte, Lübeck 1979.
- Die Marienkirche zu Lübeck. Deutscher Kunstverlag, München 1983, ISBN 3-422-00747-4.